# Paul Stalteri
Paul Stalteri  (Etobicoke, Kanada, 1977. október 18.) kanadai válogatott labdarúgó.

## Pályafutása
Stalteri a Clemson University-ben kezdte a labdarúgást 1996-ban. Ezután profi szerződést kötött a Toronto Lynx csapatával. Itt figyelt fel rá a Werder Bremen, majd 1998-ban alá is írt a német klubhoz. A tartalékcsapatban eltöltött három év után, 2001 augusztusában debütált és a szezon első mérkőzésén az Energie Cottbus ellen gólt szerzett.
A 2001-02-es szezonban megszilárdította helyét a kezdőcsapatban, a 2003-04-es szezonban Stalteri lett az első kanadai játékos, aki Bundesligát nyert.
Stalteri 2005 májusában igazolt az angol Premier League-ben szereplő Tottenham Hotspur csapatába. Első szezonjában biztos helye volt a kezdők között, de Pascal Chimbonda érkezésével a következő szezonban már kevesebbszer került a kezdőcsapatba. 2007. március 4-én csereként beállva győztes gólt szerzett a rivális West Ham United ellen. A találkozó 4–3-as Tottenham győzelemmel ért véget.
2008. január 31-én a Fulham játékosa lett kölcsönbe a szezon végéig. 2008. február 9-én debütált a Middlesbrough ellen idegenben, a mérkőzést 1–0-ra elveszítették. Miután visszatért a White Hart Lane-re, a szerződését 2008. december 21-én közös megegyezés után felbontotta a klubbal.
Stalteri 2008 decemberében visszatért a Bundesligába, ahol a Borussia Mönchengladbach játékosa lett.

### Válogatott
Első nemzetközi mérkőzését 1993. augusztus 22-én játszotta az U17-es válogatottal.
A felnőtt válogatottban először 1997. augusztus 17-én mutatkozott be Irán ellen. Összesen 58 mérkőzésen játszott eddig, és 7 gólt szerzett.

## Statisztika
Frissítve: 2008. április 13.
| Csapat            | Szezon | Bajnokság | Bajnokság | Kupa  | Kupa | UEFA  | UEFA | Összesen | Összesen |
| Csapat            | Szezon | Meccs     | Gól       | Meccs | Gól  | Meccs | Gól  | Meccs    | Gól      |
| ----------------- | ------ | --------- | --------- | ----- | ---- | ----- | ---- | -------- | -------- |
| Werder Bremen     | 98-99  | ?         | ?         | ?     | ?    | ?     | ?    | ?        | ?        |
| Werder Bremen     | 99-00  | ?         | ?         | ?     | ?    | ?     | ?    | ?        | ?        |
| Werder Bremen     | 00-01  | ?         | ?         | ?     | ?    | ?     | ?    | ?        | ?        |
| Werder Bremen     | 01-02  | 22        | 3         | 1     | 0    | 1     | 0    | 24       | 3        |
| Werder Bremen     | 02-03  | 31        | 0         | 0     | 0    | 0     | 0    | 31       | 0        |
| Werder Bremen     | 03-04  | ?         | ?         | ?     | ?    | ?     | ?    | ?        | ?        |
| Werder Bremen     | 04-05  | ?         | ?         | ?     | ?    | 8     | 0    | ?        | ?        |
| Werder Bremen     | Össz.  | 150       | 6         | -     | -    | -     | -    | -        | -        |
| Tottenham Hotspur | 05-06  | 33        | 1         | 2     | 1    | -     | -    | 35       | 2        |
| Tottenham Hotspur | 06-07  | 6         | 1         | 5     | 0    | 3     | 0    | 14       | 1        |
| Tottenham Hotspur | 07-08  | 3         | 0         | 1     | 0    | 3     | 0    | 7        | 0        |
| Tottenham Hotspur | Össz.  | 42        | 2         | 8     | 1    | 6     | 0    | 56       | 3        |
| Fulham            | 07-08  | 9         | 0         | 0     | 0    | -     | -    | 9        | 0        |
| Fulham            | Össz.  | 9         | 0         | 0     | 0    | -     | -    | 9        | 0        |
| Összesen          |        | 201       | 8         | 8     | 1    | 6     | 0    | ?        | ?        |

## Személyes információk
2001. június 23-án Torontóban vette feleségül barátnőjét, Christinát. Közös gyermekük, Izabella Liana Londonban született 2005-ben. Egy Melly nevű alaszkai malamut gazdája.

## Külső hivatkozások
- Hivatalos weboldal
- Profil a TottenhamHotspur.com-on
- CanadaSoccer.com profil
- Paul Stalteri FootballDatabase.com